# Jacobus Baradaeus
Jacobus Baradaeus (Syrisch: ܡܪܝ ܝܥܩܘܒ ܒܘܪܕܥܢܐ, Mor Ya'qub Burd'ono (ca. 490-578)) was een theoloog, bisschop en herstichter van de Syrisch-orthodoxe Kerk van Antiochië. Zijn feestdag is op 30 juli.

## Herkomst naam
Baradaeus is een bijnaam die gegeven werd aan Jacobus. De gelatiniseerde vorm Baradaeus is via het Arabische Baradei uit het Syrische Burd'ono afkomstig. Het heeft de letterlijke betekenis van "die in vodden gehuld gaat". Hij heeft zijn bijnaam te danken aan de zeer eenvoudige kleren die hij 's zomers en 's winters droeg. Voor de helft bestonden deze uit een lap grove stof. Hij verwisselde zijn kleren niet, voordat deze eruitzagen als een lappendeken.

## Vroege leven
Baradaeus was de zoon van een priester. Omdat zijn ouders lang kinderloos bleven, smeekten zij God met vasten en bidden om een kind. Zij beloofden het kind aan God te wijden. Toen Jacobus de kinderschoenen was ontgroeid, wilde hij zelf deze belofte gestand doen. Hij trad in een klooster bij zijn geboorteplaats, aan de bovenloop van de Eufraat. Daar leefde hij in uiterste soberheid. Soms vastte hij drie weken aan een stuk. Zijn moeder kon zich echter niet neerleggen bij haar eigen gelofte. Telkens vroeg zij haar zoon om toch mee te gaan naar de stad, al was het maar voor korte tijd. Maar Jacobus weigerde beslist: ‘Bedenk toch, dat gij mijne ziel verloofd hebt aan Christus, de onsterfelijke Bruidegom’. Toen zij bleef aandringen, sprak hij tot de abt van zijn klooster: ‘Bid toch voor mij, dat Christus óf mijn leven wegneme óf mijn moeder het zwijgen oplegt’. Een jaar later stierf zijn moeder en na drie jaar zijn vader. Zijn ascetisch leven zette hij daarna met toewijding voort. De grote erfenis die hij verwierf, schonk hij aan de slaven van zijn vader. Zijn levenswijze bestond uit weinig nachtrust en weinig voedsel.

## Val en herstel van de Syrisch-orthodoxe Kerk

### Vervolgingen
Na het Concilie van Chalcedon in 451, splitsten de dyofysieten en de miafysieten zich van elkaar. Omdat miafysieten zich hielden aan de eenheid van Christus, werden zij door hun tegenstanders monofysieten genoemd. Omstreeks het jaar 520 werden de miafysieten (aangezien voor monofysieten) onder keizer Justinus vervolgd. Patriarch Severus van Antiochië werd in 518 afgezet door de Grieks-orthodoxen. Hij werd door de Syrische christenen echter tot aan zijn dood als de enige wettige patriarch beschouwd. Na Justinus' dood, werd Justinianus zijn opvolger. Jacobus, die nu in zijn dertiger jaren zat, werd door Justinianus naar Constantinopel geroepen om zijn geloof te verdedigen. Justinianus wilde namelijk de strenge vervolging van de niet-Chalcedoniërs niet handhaven. Vooral Justinianus' vrouw, keizerin Theodora, was een enthousiast bewonderaar van Jacobus en bood hem onderdak aan. Zij had namelijk veel eerbied voor ascetische mannen en was tevens de dochter van een Syrische priester uit Manbij. Jacobus verbleef vijftien jaar in Constantinopel. In aanhoudende ascese en afzondering bestudeerde hij de bijbel. Het gunstige tij voor de monofysieten keerde. De vervolgingen in het Oosten braken weer los. Justinianus kreeg het namelijk na meerdere pogingen niet voor elkaar, om een eenheid binnen het christendom te vormen. Als antwoord daarop besloot hij om monofysieten met harde hand zich naar zijn inzichten te plooien. Bisschoppen werden verbannen en monniken werden uit hun kloosters verjaagd. Het gevolg was dat de Syrische Kerk geen hiërarchie meer had en zich niet kon voortzetten, aangezien ze geen nieuwe bisschoppen kon wijden.

### Gewijd tot bisschop
Harith bar Gabala, de koning van de Ghassanieden en tevens een bevriende van de keizer, pleitte echter bij Theodora voor, dat er twee bisschoppen voor Syrië moesten worden aangesteld. Jacobus zou daar een van zijn. Theodora gaf hier gehoor aan. Jacobus werd tot bisschop van Edessa gewijd en trok naar zijn gebied, aangemoedigd door een stem in een droom: ‘Weid onze schapen en behoed hen tegen de wolven’. Jacobus scheen tevens wonderen te kunnen verrichten.

### Heroprichting van de kerk
Jacobus zou de rest van zijn leven onophoudelijk reizen om het Syrisch christendom te versterken en op te bouwen. Te voet trok hij van Syrië naar Cappadocië naar de Sinai, Cyprus, Rhodos en vele andere plaatsen. Hij wijdde naar schatting 102.000 priesters. Om de kerk te laten voortbestaan waren er echter bisschoppen nodig. Volgens de kerkelijke wetten zijn er twee consecratoren nodig om nieuwe bisschoppen te wijden. Met toestemming van patriarch Theodosius van Alexandrië ging Jacobus naar Egypte en wijdde samen met enkele andere (koptische) bisschoppen twee nieuwe bisschoppen. Samen met deze nieuwe bisschoppen, wijdde Jacobus in Syrië wederom verschillende nieuwe bisschoppen. Naar schatting werden er in totaal 27 bisschoppen gewijd. Het structurele netwerk van de kerk is daarmee aan hem te danken. Zijn tegenstanders probeerden hem de mond te snoeren en zetten een prijs op zijn hoofd. Telkens was hij zijn vervolgers te slim af.
Jacobus wijdde een nieuwe patriarch voor het patriarchaat van Antiochië. Voor ongeveer 25 jaar zetelde daar nu immers een dyofysitische patriarch, nadat Severus van Antiochië werd afgezet. Jacobus wijdde in 544 Sergius van Tella tot de nieuwe patriarch van Antiochië. Na diens dood twee jaar later, bleef de patriarchale zetel enkele jaren vacant, totdat Jacobus Paulus de Zwarte van Alexandrië wijdde tot de nieuwe patriarch. De term orthodox werd achter de naam "Syrisch" toegevoegd. De kerk beschouwde zichzelf namelijk als ten onrechte veroordeeld na het Concilie van Chalcedon. Zij werden voor monofysieten aangezien, terwijl zij zelf de monofysitische leer verwerpen.
Pogingen tot verzoening met de oosters-orthodoxen liepen op niets uit. In 578 stierf hij op reis naar Egypte onder verdachte omstandigheden. De huidige Syrisch-orthodoxen worden wel naar hem genoemd: ‘jakobieten’.